# Biblioteca Nacional de Medicina de Estados Unidos
La Biblioteca Nacional de Medicina de Estados Unidos (en inglés: National Library of Medicine o NLM), con sede en Rockville Pike, Bethesda, Maryland (Estados Unidos)  es la biblioteca médica más grande del mundo. Las colecciones de esta biblioteca incluyen más de siete millones de libros, revistas, reportes médicos y técnicos, manuscritos, filmes, fotografías e imágenes de medicina y ciencias relacionadas, incluidos algunos de los trabajos más antiguos y excéntricos en lo concerniente a medicina.
Los materiales custodiados en la biblioteca se clasifican siguiendo una clasificación bibliográfica propia, basada parcialmente en la clasificación de la Biblioteca del Congreso.
Desde el año de 1879, la NLM ha publicado el Index Medicus, una guía mensual sobre artículos en cerca de cinco mil revistas seleccionadas. La última edición del Index Medicus fue impresa en diciembre de 2004. También administra diversas bases de datos como MEDLINE (desde 1971), MedlinePlus (desde 1998) y ClinicalTrials.gov (desde 2002).

## Centro Nacional para la Información Biotecnológica
El Centro Nacional para la Información Biotecnológica fue establecido en 1988 como una división de la biblioteca. Crea sistemas automáticos para almacenar y analizar conocimiento sobre biología molecular, bioquímica y genética. Facilita el uso de la base de datos y programas de cómputo para la comunidad científica. Actualmente desarrolla métodos avanzados sobre información basada en informática para el análisis de estructura y función en biología molecular.

## Medline

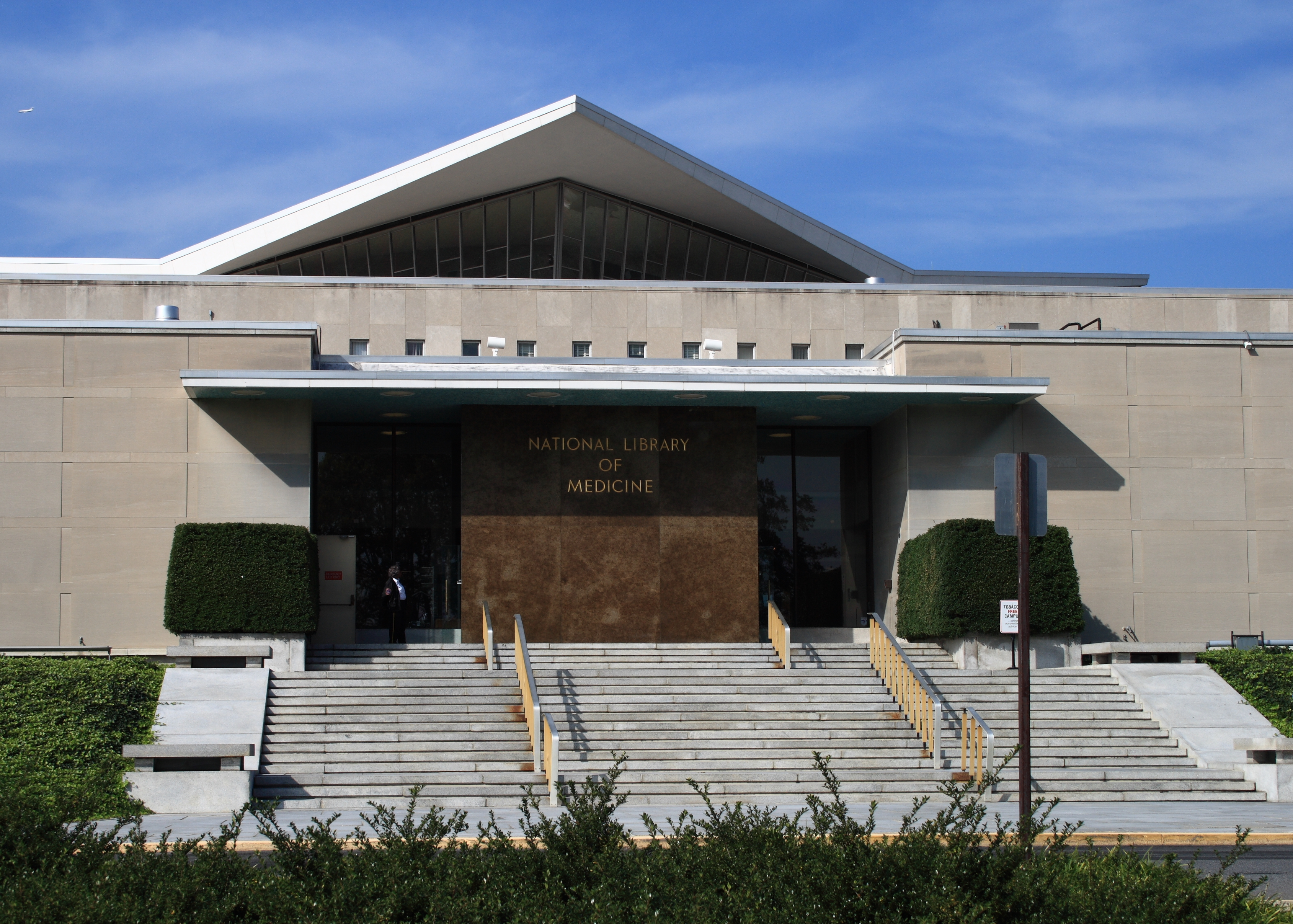
Entrada a la Biblioteca Nacional de Medicina.

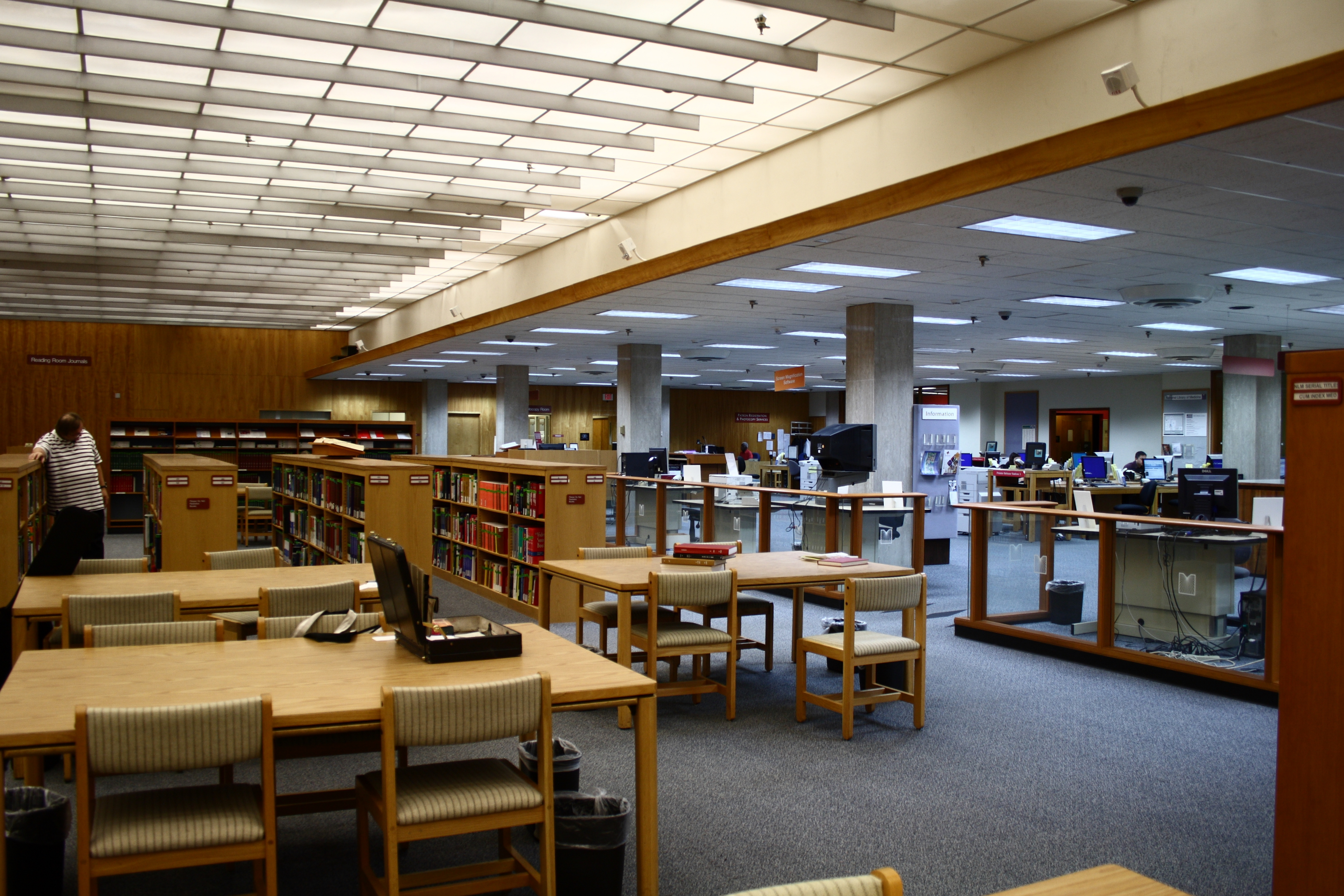
Sala de Lectura Principal.

Quizá el producto estrella de la NLM, Medline es una base de datos de aproximadamente 4500 revistas médicas publicadas en Estados Unidos y en más de 70 países. Incluye referencias de artículos indexados desde 1966. Está disponible en línea desde 1977. Es el componente primario del PubMed.

## PubMed
Permite el acceso a aproximadamente 12 millones de citaciones desde Medline. Incluye en sus resultados de búsqueda el acceso a muchos artículos disponibles a texto completo (full-text). PubMed incluye lo que llama out-of-scope, que en esencia es el acceso a muchos artículos antes de la fecha de indización en Medline. También recoge artículos de revistas relacionadas con ciencias de la vida, que son enviadas a PubMebCentral, para su publicación a texto completo (política de Open-access).

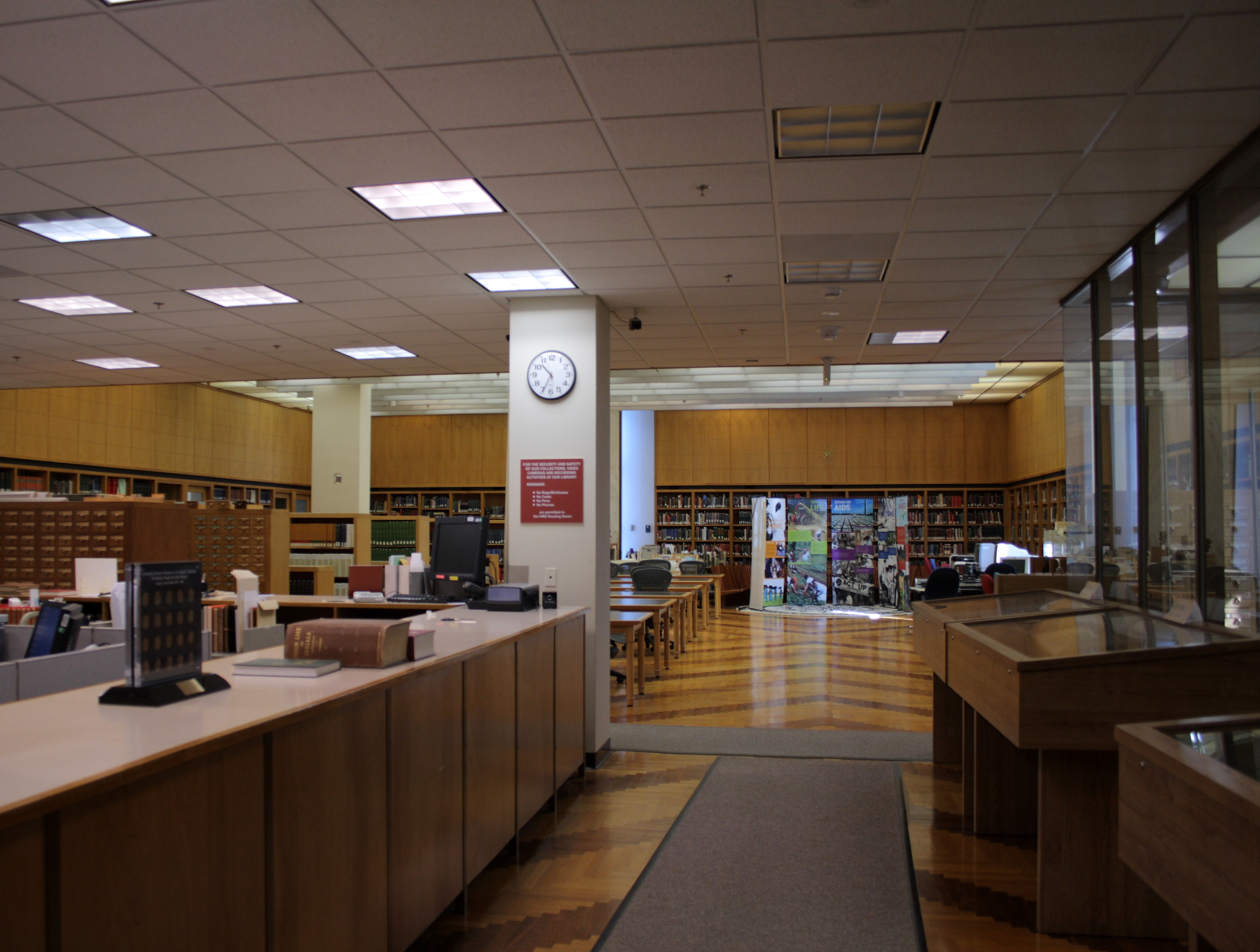
Sala de lectura de Historia de la Medicina.

## PubMedCentral
Archivo digital de artículos en revistas relacionadas con ciencias de la vida, desarrollado y gestionado por NCBI. A través de PubMedCentral, NCBI mantiene su compromiso con la filosofía de Open-Access.

## GenBank
Base de datos sobre secuencia de nucleótidos de aproximadamente 130.000 organismos. Es una colaboración internacional con otras bases de datos sobre secuenciación de ADN. Su actualización es diaria, realizando búsquedas en el NCBI, e incluye un sitio con protocolo de transferencia de ficheros (FTP) seis veces al año.

## Entrez
El Global Query Cross-Database Search System permite tener acceso a la base de datos del National Center for Biotechnology Information (NCBI). NCBI es una sección de la National Library of Medicine (NLM), pero también un departamento de los Institutos Nacionales de Salud (NIH) del gobierno de Estados Unidos.

## OMIM
OMIM es el acrónimo de Online Mendelian Inheritance in Man. Se trata de una base de datos de genes y enfermedades genéticas cuyo autor y editor es el doctor Victor A. McKusick y sus colegas del Johns Hopkins, desarrollado para la World Wide Web por la NCBI (National Center for Biotechnology Information).